# Parmelia hygrophiloides
Parmelia hygrophiloides är en lavart som beskrevs av Divakar, Upreti & Elix. Parmelia hygrophiloides ingår i släktet Parmelia och familjen Parmeliaceae.   Inga underarter finns listade i Catalogue of Life.